# بروخوروفكا (مقاطعة بيلغورود)

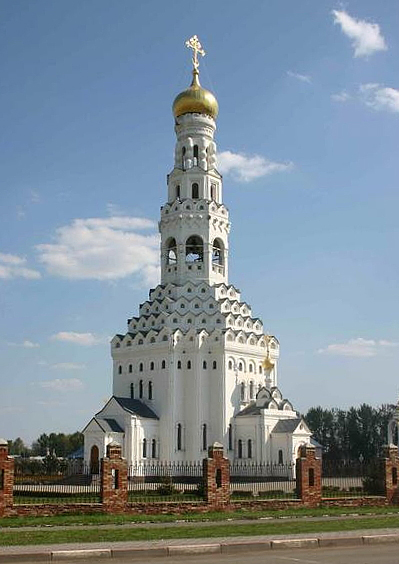
معبد بروخوروفكا لتمجيد الجنود السوفيات القتلى

بروخوروفكا (بالروسية: Про́хоровка) هي إحدى المحليات السكنية في روسيا في الكيان الفدرالي الروسي أوبلاست بيلغورود. جرت فيها أحداث معركة بروخوروفكا في الحرب العالمية الثانية.

## أعلام
- إليا لانتراتوف